# ラオス・リーグ
ラオ・リーグ1（英: Lao League 1、ラーオ語: ລາວ ພຣີເມຍລີກ）は、ラオス国内におけるサッカーリーグのトップディビジョンである。ペプシコーラの協賛によりペプシ・ラオ・リーグ1と呼ばれる。1990年創設。

## 概要
長年ラオスにはプロリーグがなかったため、有望な選手や貧しい家庭で生まれた選手はプロリーグがある隣国へ行くことが多く、ラオスリーグの人気は低下していた。また、優勝クラブのAFCプレジデンツカップへの出場権もなく、選手たちのモチベーション低下がラオスリーグの人気低下の原因でもあったが、2013年にラオ・プレミアリーグが誕生し、外国人登録制度などもでき、本格的なプロリーグがスタートした。
各チームの本拠地は首都のヴィエンチャンを中心に、南部のチャンパーサック県や、中部のサワンナケート県などに分類され、2月から7月末の期間でシーズンが開催される。
2020年シーズンに「ラオ・プレミアリーグ」から「ラオ・リーグ1」に改名された。
COVID-19パンデミックの影響によりラオスサッカー連盟は2021年8月13日に2021年シーズンのラオ・リーグ1の開催中止を発表した。

## 参加クラブ（2020年シーズン）
- エズラFC
- ラオ・トヨタFC
- ラオ・ポリス・クラブ（英語版）
- マスター7FC
- ヴィエンチャンFC（ドイツ語版）
- ヴィエンチャンFT
- ヤング・エレファンツFC（英語版）

全クラブがニュー・ラオス・ナショナルスタジアムをホームスタジアムとしており、リーグ戦は全てヴィエンチャンで行われることになる。

## 歴代優勝クラブ
| - 1990：ラオ・アーミーFC - 1991：ラオ・アーミーFC - 1992：ラオ・アーミーFC - 1993：サバナケット、ラオ・アーミーFC - 1994：ラオ・アーミーFC - 1995：パクセー、教員チーム - 1996：ラオ・アーミーFC - 1997：サヤバリー、ラオ・アーミーFC - 1998：カムムアン県選抜 - 1999：不明 - 2000：ヴィエンチャン市選抜 - 2001：ラオ・バンクFC - 2002：労働交通省FC - 2003：労働交通省FC - 2004：労働交通省FC | - 2005：ヴィエンチャンFC - 2006：ヴィエンチャンFC - 2007：ラオ・アメリカン・カレッジFC - 2008：ラオ・アーミーFC - 2009：未開催 - 2010：ラオ・バンクFC - 2011：ラオ・トヨタFC - 2012：ラオ・ポリスクラブ - 2013：SHB チャンパサクFC - 2014：ホアン・アイン・アッタプーFC - 2015：ラオ・トヨタFC - 2016：ランサーン・ユナイテッドFC - 2017：ラオ・トヨタFC - 2018：ラオ・トヨタFC - 2019：ラオ・トヨタFC - 2020：ラオ・トヨタFC - 2021：中止 |

## 歴代得点王
| シーズン | 国籍       | 名前                  | 所属クラブ                 | ゴール数 |
| -------- | ---------- | --------------------- | -------------------------- | -------- |
| 2004     | ラオスの旗 | Bounlap Khenkitisack  | 労働交通省FC               | 24       |
| 2005     | ラオスの旗 | Vongsackda Chansavang | ラオ・ジャーナリスト協会FC | 24       |
| 2010     | ラオスの旗 | Lamnao Singto         | 労働交通省FC               | 17       |